# Éfira (Sición)
Éfira (en griego, Εφύρα) es el nombre de una antigua ciudad griega del norte del Peloponeso, próxima a Sición. 
Existían varias ciudades en diversos lugares de la Antigua Grecia que llevaban el nombre de Éfira, y Estrabón ubicaba una de ellas en las proximidades de Sición.
Había discusión desde la Antigüedad sobre cual de todas debía ser la Éfira citada varias veces por Homero en la Ilíada y la Odisea junto a un río llamado Seleente. Estrabón consideraba que debía identificarse con la Éfira de Élide con el principal argumento de que estaba al lado del río Seleente situado en Élide, pero a continuación menciona otro río llamado Seleente junto a la Éfira cercana a Sición, por lo que algunos estudiosos piensan que este último pasaje puede ser una interpolación tardía o un añadido posterior hecho por Estrabón.